# پر مرته‌ساکر
پر مرته‌ساکر (آلمانی: Per Mertesacker؛ زادهٔ ۲۹ سپتامبر ۱۹۸۴) بازیکن فوتبال پیشین اهل آلمان است.
وی اولین بازی ملی خود را در سال ۲۰۰۴ مقابل تیم ملی فوتبال ایران و در ورزشگاه آزادی انجام داد و سابقه ۸۵ بازی و ۲ گل ملی برای تیم ملی فوتبال آلمان در کارنامه دارد، همچنین پست تخصصی او مدافع است. وی همراه تیم ملی فوتبال آلمان قهرمان جام جهانی ۲۰۱۴ شده‌است.

## زندگی حرفه‌ای
مرته‌ساکر، در هانوفر، آلمان متولد شد، وی در باشگاه فوتبال هانوفر ۹۶ فوتبال حرفه‌ای خود را آغاز کرد، جایی که او تحت سپرستی پدرش استفان بازی کرد.

## افتخارات

### باشگاهی
وردر برمن
- جام حذفی فوتبال آلمان: ۰۹–۲۰۰۸

آرسنال
- جام حذفی فوتبال انگلستان: ۱۴–۲۰۱۳، ۱۵–۲۰۱۴، ۲۰۱۷
- جام خیریه انگلستان: ۲۰۱۵، ۲۰۱۷

### ملی
آلمان
- جام جهانی فوتبال: ۲۰۱۴